# Pinjemund
Pinjemund er betegnelsen for den tilstand nogle mennesker oplever efter indtagelse af pinjekerner. En til to dage efter indtagelsen får nogle mennesker en metallisk og/eller bitter smag i munden. Tilstanden forsvinder normalt igen efter en til to uger.
Fødevarestyrelsen mener at årsagen til pinjemund er at ’uægte’ kinesiske pinjekerner (Pinus armandii – også kendt som chinese white pine), blandes i poser med pinjekerner.
Der findes knap 150 forskellige pinjearter og mange af dem ligner hinanden. Det er derfor vanskeligt morfologisk at skelne Pinus armandii fra flere af de andre arter. De forskellige pinjearter indeholder varierende fedtsyreprofiler som kan benyttes til artsbestemmelse.
Det er endnu uvist hvilke stoffer i pinjekernerne som forårsager pinjemund. Det er ikke alle personer der udvikler pinjemund ved indtag af ’uægte’ pinjekerner, men kvinder synes at blive angrebet hyppigst.